# Alberto III da Baviera
Alberto III da Baviera, cognominado o Pio (em alemão:  Albrecht III. von Bayern, der Fromme), (Munique, 27 de Março de 1401 – Munique, 29 de fevereiro de 1460), foi Duque da Baviera-Munique desde 1438, até à sua morte. Era filho de Ernesto, Duque da Baviera-Munique, e de Isabel Visconti, filha de Barnabé Visconti.

## Biografia
Em 1249, Alberto ficou noivo de Isabel, filha de Eberhard III, Conde de Württemberg, mas ela fugiu e casou com o Conde de Werdenberg, um pagem na corte de seu pai.
Em 1432, enquanto administrava, em nome de seu pai (o duque Ernesto), o antigo ducado da Baviera-Straubing, Alberto casou secretamente com Agnes Bernauer, uma criada de Augsburgo. O pai era contra este casamento e, em 1435, Ernesto ordenou o assassinato de Agnes Bernauer. Ela foi acusada de bruxaria, atirada ao rio Danubio e afogada enquanto Alberto estava ausente numa caçada. Após a sua morte, Alberto refugiu-se na corte do seu primo Luís VII da Baviera, duque da Baviera-Ingolstadt, acabando por se reconciliar com o pai alguns meses mais tardes, em Novembro desse ano.
Após a reconciliação com o pai, Alberto casou com Ana de Brunswick-Grubenhagen-Einbeck de quem teve dez filhos.
Em 1438 sucedeu ao seu pai como duque da Baviera-Munique. Em 1440 recusou a oferta da coroa da Boémia. Em 1444 e 1445 iniciou duas campanhas contra os "Cavaleiros Saqueadores" (Raubritter).
Após a extinção dos duques da Baviera-Ingolstadt (seus primos) ele também desistiu desses territórios, em 1447, a favor dum outro primo, Henrique XVI, duque da Baviera-Landshut.
Morreu em Munique, em 1460, estando sepultado no mosteiro Beneditino de Andechs, que fundara cinco anos antes.

Representações artísticas de Agnes Bernauer
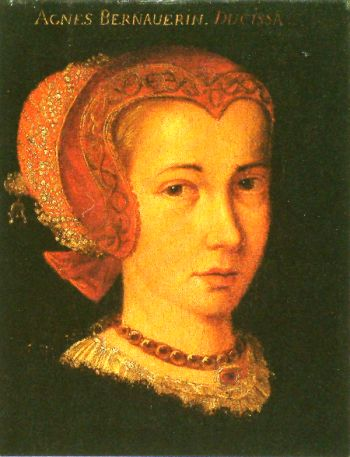
Agnes Bernauer como Duquesa da Baviera
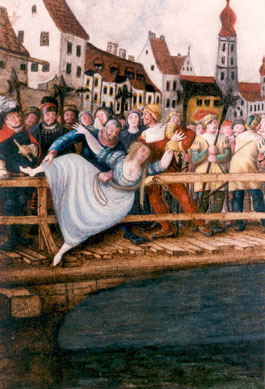
A morte de Agnes Bernauer (Straubing)
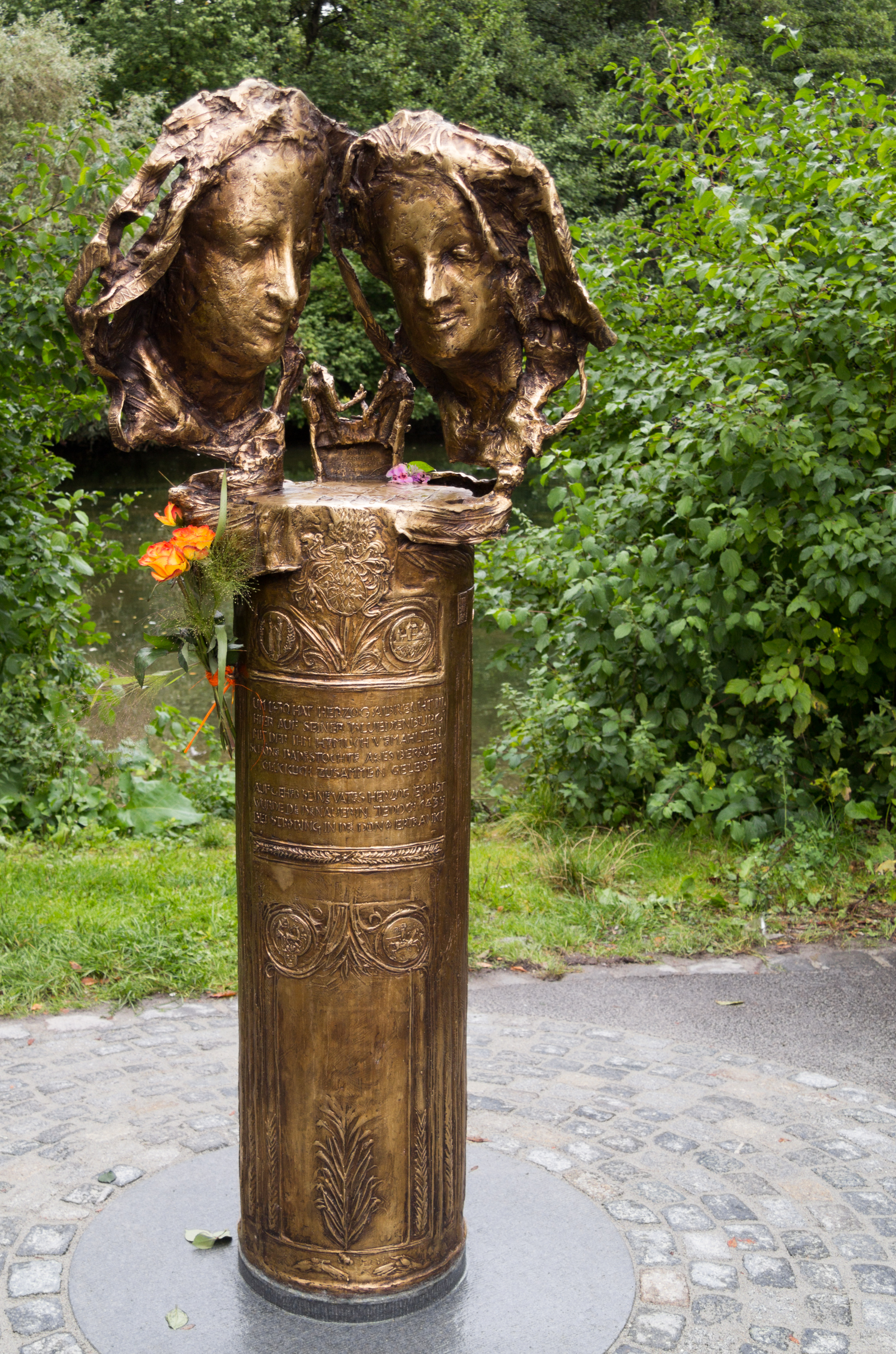
Escultura de Agnes Bernauer com Alberhto III em Munique, no Catelo de Blutenburg.

## Casamento e descendência
Em 22 de janeiro de 1437 em Munique, casou com Ana de Brunsvique-Grubenhagen-Einbeck, filha do duque Érico I de Brunsvique-Grubenhagen e de Isabel de Brunsvique-Göttingen, de quem teve dez filhos:
1. João IV (Johann) (1437-1463), duque da Baviera-Munique, sem aliança e sem sucessão;
2. Ernesto (Ernest) (1438-1460);
3. Sigismundo (Siegmund) (1439-1501), Duque de Baviera-Munique e, depois, duque da Baviera-Dachau, sem sucessão legítima;
4. Alberto (Albert) (1440-1445);
5. Margarida (Margarete) (1442-1479), casou com Frederico I Gonzaga, Marquês de Mântua, com sucessão;
6. Isabel (Elisabeth) (1443-1486), casou com Ernesto, Eleitor da Saxónia, com sucessão;
7. Alberto IV (Albrecht) (1447-1508), duque da Baviera-Munique, com sucessão;
8. Cristovão (Christoph) (1449-1493), sem aliança e sem sucessão;
9. Wolfgang (1451-1514), eclesiástico;
10. Bárbara (Barbara) (1454-1472), freira.

Alberto III também teve, pelo menos, três filhos ilegítimos.